# Nobressart (Attert)
Der Ruisseau de Nobressart ist ein gut vier Kilometer langer Wasserlauf in der  wallonischen Provinz Luxemburg und ein linker Zufluss der Attert.

## Verlauf
Der Ruisseau de Nobressart  entsteht in zwei Quellästen auf einer Höhe von etwa 408 m O.P. in einem Waldgelände südöstlich der gleichnamigen Ortschaft. Er fließt zunächst in östlicher Richtung durch den Wald und wechselt dann in Grünland, wobei sein Lauf von einem breiten Streifen aus Büschen und Bäumen gesäumt wird. Er läuft nun parallel zur Rue de la Kwert nordostwärts, schlägt dann einen kleinen Bogen nach links und erreicht danach den Südrand von Nobressart, wo er sich zu einem kleinen Teich staut. Dieser Teich wird noch von einem zweiten Bächlein gespeist. Der Ruisseau de Nobressart passiert die Ortschaft, wobei ihn dabei noch mehrere weitere kleine Wasserläufe stärken. Er verlässt dann die Ortschaft, fließt in Richtung Osten durch offene Flur, richtet allmählich seinen Lauf immer mehr nach Südosten aus und mündet schließlich bei den Dauwertz-Hecken auf einer Höhe von etwa 314 m O.P. von links in  die Attert.